# De origine actibusque Getarum
De origine actibusque Getarum (în română Despre originea și marile fapte ale goților sau Getica, azi titlul tradus prin Istoria goților) este o lucrare scrisă în limba latină medievală, în 551, de istoricul Iordanes. Este o prescurtare  a lucrării, azi pierdute, a lui Cassiodorus, „Libri XII De Rebus Gestis Gothorum”, compusă la cererea regelui Theodoric cel Mare. Acest document este de o importanță capitală pentru istoria și etnografia popoarelor numite „barbare” și pentru Antichitatea romană târzie. Printre descrierile de bătălii celebre, se găsește cea a Jefuirii Romei (410) de către Alaric I, precum și Bătălia de pe Câmpiile Catalaunice, unde, în 451, hunilor li s-a opus o coaliție formată în jurul romanilor conduși de Aetius.
Getica se vrea a fi o istorie a goților, pe care îi confundă însă cu geții.
Cercetătorul danez Arne Søby Christensen afirmă că Getica este o istorie complet fictivă și că originea goților descrisă în carte se bazează pe mituri populare grecești și romane ca și pe interpretarea greșită a numelor cunoscute din Europa de Nord. Scopul acestei falsificări este, conform lui Christensen, cel de a fabrica o identitate glorioasă pentru popoarele care dobândiseră recent puterea în Europa post-romană.
Cercetătorul american Walter Goffart sugerează alt motiv: Getica făcea parte din planurile împăratului Iustinian și a mașinăriei de propagandă de la curtea sa. El dorea să se creadă că goții (și verișorii lor barbari) nu făceau parte din lumea romană, întărind astfel pretențiile Imperiului Roman de Răsărit asupra părții sale de vest.
Academicianul german Jacob Grimm, cunoscut îndeobște în calitate de coautor, alături de fratele său Wilhelm, al celebrelor povești culese de ei, a ținut în 5 martie 1846 o comunicare la Academia de Științe din Berlin, intitulată „Despre Jornandes și Geți”, în care aduce argumente lingvistice și nu numai, în favoarea identității Goților și Geților.